# Thierno Mansour Barro
 (mars 2024).
Ash Shaykh Muhammad Ul Mansûr Ibn Ahmad Al Barr As Sinighâlî (محمد المنصور ابن أحمد البرّ السنغالي ; 2007-1925-) est un imam de la ville sénégalaise de M'bour. Shaykh Muhammad Ul Mansûr Barru est fréquemment appelé Thierno Mansour Barro par la plupart des gens, Thierno et Shaykh voulant dire « Maître », respectivement en pulaar et en arabe.

## Biographie
Il est le fils du Shaykh Ahmad Barro et de Marième Guèye. Il est né à Doumga Ouro Thierno en 1925, dans la région de Matam au Sénégal.
Il étudie le Coran et le mémorise par cœur dans la région du Fouta-Toro, puis achève cet apprentissage en Mauritanie où il obtient une licence de maîtrise du Coran. Il complète ensuite son savoir religieux en étudiant les fondamentaux de la croyance musulmane à travers l'école ash'arite et la jurisprudence islamique à travers l'école malikite.
Il fit son éducation spirituelle auprès de son illustre père Thierno Ahmad Barro, à Mbour, très connu comme Moukhadam de Shaykh Al Hâjj Mâlik Sy, à une époque très marquée par une forte présence coloniale au Sénégal et devient ensuite un grand imam de la Tarîqah Tijâniyyah, dans le sillage de Shaykh Al Hâjj Mâlik Sy. Il est éminemment apprécié et respecté par l'ensemble des adeptes de cette confrérie soufie, disciples et maîtres compris.
Il maîtrise l'ensemble des ouvrages de la Tarîqah Tijâniyyah, notamment Jawâhir Ul Ma'ânî du Shaykh 'Alî Al Harâzim, Rimah Hizb Ur Rahîm du Shaykh 'Umar Tall, Bughyat Ul Mustafîd du Shaykh Sidi Mohammed Larbi Sayeh, Durrat Ul Kharîdah du Shaykh Muhammad An Nazîfî et Fâkihat Ut Tulâb du shaykh Al Hâjj Mâlik Sy.

### Décès
Il meurt le 15 janvier 2007 à Trappes à l'âge de 82 ans. Il est enterré dans sa mosquée à Mbour, aux côtés de son père, le cheikh Ahmadou Barro. Ses frères Shaykh Ahmad At Tijânî Barru (Thierno Tijani Barro) et Shaykh Al Hâjj Mâlik Barru (Thierno Malik Barro), ainsi que son fils Shaykh Ahmad Barru, continuent de faire vivre sa mémoire et ses enseignements en continuant son travail, aussi bien au Sénégal qu'en France.

## Œuvre
Il crée une réunion religieuse annuelle appelée Daaka, consistant en une retraite spirituelle de plusieurs jours rythmée par les invocations, les discours religieux et la vie de groupe entre les participants. Ce type de réunion est organisé chaque année, aussi bien en région parisienne qu'au Sénégal qui est aussi devenue Daaka Mantes La Jolie.
C'est un événement annuel d’une grande importance qui se déroule dans la ville de Mantes-la-Jolie, en France. Il rassemble des milliers de fidèles de la Tariqa Tidiane, une confrérie soufie, venus du monde entier pour participer à cette manifestation spirituelle et religieuse.
Il n'a écrit aucun livre. Cependant la plupart de ses enseignements ont fait l'objet d'enregistrement audio en temps réel de son vivant. Ce corpus audio est aujourd'hui disponible sur plusieurs chaines youtube. Ils sont généralement en langue Pulaar.

## Hommage
- Hôpital Thierno Mansour Barro[4] =